# クロオビキッズ/日本参上!
『クロオビキッズ/日本参上!』（原題：3 Ninjas Kick Back）は、1994年製作のチャールズ・Ｔ・カンガニスによるアメリカ合衆国／日本のファミリー／アクション／アドベンチャー映画。クロオビキッズの続編。クロオビキッズ/夏休み決戦!の前に公開されたが、実際は3作目より後に撮影された。日本では、1995年7月21日にビデオが販売された。

## キャスト
| 役名                               | 俳優                           | 日本語吹替 |
| ---------------------------------- | ------------------------------ | ---------- |
| 慎太郎森                           | ヴィクター・ウォン             | 大塚周夫   |
| サミュエル・『ロッキー』・ダグラス | ショーン・フォックス           |            |
| ジェフリー・『コルト』・ダグラス   | マックス・エリオット・スレイド |            |
| マイケル・『タムタム』・ダグラス   | Ｊ・エヴァン・ボニファント     |            |
| ミヨ                               | キャロライン・ジュンコ・キング |            |
| グラム                             | ダスティン・ヌエン             |            |
| サミュエル・ダグラス・シニア       | アラン・マクレー               | 永田博丈   |
| ジェシカ・慎太郎・ダグラス         | マルガリータ・フランコ         | 叶木翔子   |
| コガ                               | サブ・シモノ                   |            |